# Nicolás Daponte
Nicolás Daponte (San Justo, 17 febbraio 1928 – 21 luglio 1997) è stato un calciatore argentino, di ruolo difensore.

## Carriera

### Club
Ha giocato nella prima e nella seconda divisione argentina.

### Nazionale
Ha disputato 4 parte per la nazionale argentina nel 1956.

## Palmarès

### Club

#### Competizioni nazionali
- Primera B Nacional: 1

Lanús: 1950